# Andineptus perditus
Andineptus perditus är en mångfotingart som beskrevs av Chamberlin 1941. Andineptus perditus ingår i släktet Andineptus och familjen Spirostreptidae. Inga underarter finns listade i Catalogue of Life.